# Терехович Ірина Іванівна
Іри́на Іва́нівна Терехо́вич-Сопко́ (позивний «Незламна») (нар. 1982) — українська розвідниця та волонтерка, головна сержантка ударного взводу БпЛА «Рубак».

## Життєпис

### Цивільне життя
За цивільним фахом — інженерка лісового та садово-паркового господарства. На початку 2010-х років працювала в Очакові головною інженеркою Очаківського лісництва в Миколаївській області.
2013—2014 — працювала у державній компанії «Укрлісконсалтинг» у Сімферополі, де здійснювала контроль за експортом українського лісу.
Гібридну агресію Росії проти України зустріла в Криму. У травні 2014 року покинула Крим останнім українським поїздом.
Під час поїздки на підконтрольну Україні територію встигла помітити 8 російських найманців, які направлялися в Донецьк зі зброєю під виглядом туристів. Маючи змогу попередити українські спецслужби про диверсантів, посприяла зняттю з поїзда усіх 8 терористів на станції Чонгар.
Якийсь час працювала в одному з лісництв на Миколаївщині. Також брала участь у місцевому волонтерському русі.

#### Військова кар'єра доби гібридної війни
З 2015 року — спільно з чоловіком на фронті. Попередньо пройшла військовий вишкіл в одному з таборів «Правого сектору». Завдяки тому, що її підготовка була нелегкою, а на останньому занятті з метання гранат вона кинула її на відстань 25 м замість 22 м, один з інструкторів сказав: «Ну ти й незламна! Буде в тебе такий позивний». З того часу псевдо «Незламна» закріпилось за Іриною Терехович-Собко.
З середини 2015 року служила бійчинею в добровольчому батальйоні УДА «Аратта».
З 2016 року уклала контракт із ЗСУ. Того ж року вступила на службу радіотелефоністкою в 54-й окремий розвідувальний батальйон у районі Широкиного поблизу Маріуполя. З 2017 року — командирка відділення у 128-й окремій гірсько-штурмовій бригаді.

##### Участь у повномасштабній війні
Повномасштабну агресію Росії проти України зустріла поблизу Сватового на Луганщині, де спільно з загоном втратила всю амуніцію і спорядження через бомбардування місцевого залізничного вокзалу. Отримавши наказ відійти до Харківщини, пробратись на вказані рубежі не змогла через прорив ворожих танкових колон. Від 3 березня й до початку травня 2022 року брала участь в обороні Рубіжного на Луганщині.
Влітку 2022 року брала участь у боях на Херсонському напрямку.
Взимку 2023 року зазнала поранення поблизу Бахмута. Станом на липень 2024 року — головна сержантка ударного взводу БпЛА «Рубак».

## Особисте життя
Одружена. Мати двох дочок і сина.